# Nederlandse rijksdaalder

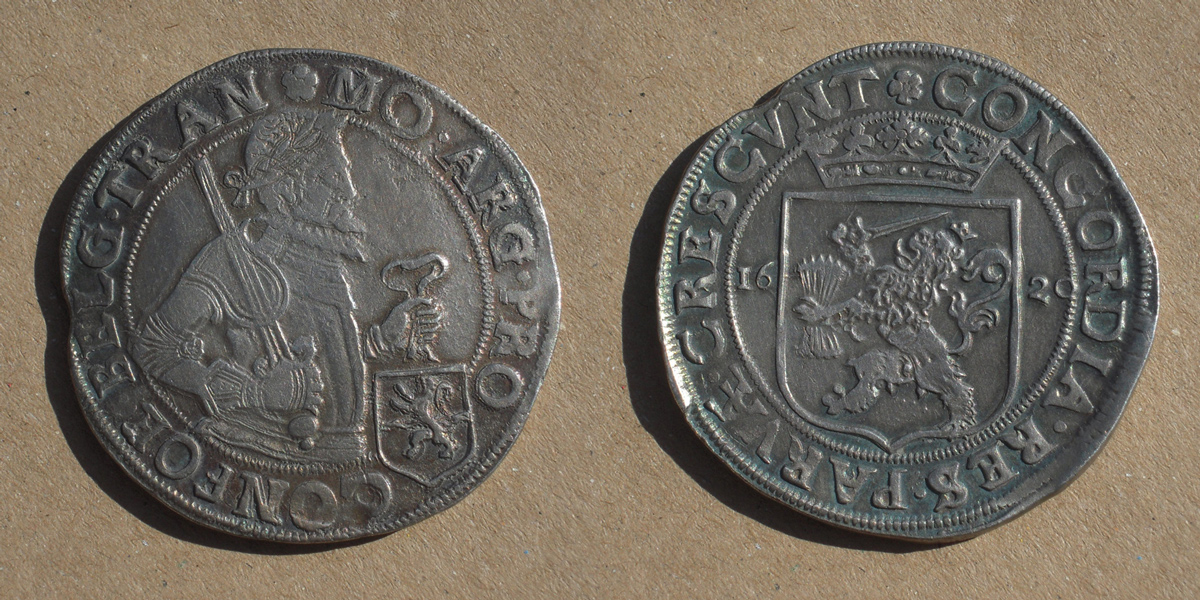
Nederlandse Rijksdaalder van de provincie Overijssel, zilver, in 1620 te Deventer geslagen.

De Nederlandse rijksdaalder is de officiële benaming van de rijksdaalders van de Republiek der Nederlanden die zijn geslagen door alle provincies behalve de Groninger Ommelanden en door sommige steden. Deze rijksdaalder toonde op de voorzijde een gelauwerd borstbeeld van een anonieme ridder met geschouderd zwaard en het provinciewapen vasthoudend. Op de keerzijde staat het generaliteitswapen met het omschrift: “Concordia res parvæ crescunt”, vrij vertaald: “Eendracht maakt macht”. 
Deze munt werd ingevoerd volgens de muntordonnantie van 1606, tegen een koers van 50 stuiver, met een gewicht van 29,03 gram en een zilvergehalte van 0,885. Met deze muntordonnantie van 1606 bepaalde de Staten-Generaal van de Republiek  welke munten er in de provincies zouden worden geslagen.
De Nederlandse rijksdaalder was de opvolger van de in de Nederlanden geslagen arendsrijksdaalders, prinsendaalders en Leicesterrijksdaalders, die alle de Duitse Reichsmünzordnungen van 1566 volgden. 
De Nederlandse rijksdaalder werd gedurende de tweede helft van de 17e eeuw minder populair en werd geleidelijk vervangen door de zilveren dukaat, die eveneens rijksdaalder werd genoemd en dezelfde waarde had. De  laatste Nederlandse Rijksdaalder is geslagen in 1699.
Vroeger werd de Nederlandse rijksdaalder doorgaans aangeduid als "de rijksdaalder met den halven man".